# Thomas Zink
Thomas Zink (Berlim, 14 de abril de 1949) é um matemático alemão. É atualmente catedrático de geometria algébrica aritmética da Universidade de Bielefeld. 
Foi pesquisador no Instituto de Estudos Avançados de Princeton, na Universidade de Toronto e na Universidade de Bonn, dentre outras.
Em 1992 recebeu o Prêmio Gottfried Wilhelm Leibniz da Deutsche Forschungsgemeinschaft. É membro da Academia Leopoldina.